# Potere d'acquisto
Il potere d'acquisto è la quantità di beni e servizi che possono essere acquistati con un'unità di valuta.  
Matematicamente, è definito come l'inverso dell'indice generale dei prezzi registrato in un sistema economico ad una certa data:
{\displaystyle P.A.(t)={\frac {1}{P_{t}}}}, 
dove {\displaystyle P_{t}} è appunto il livello generale dei prezzi al tempo t.
Il potere di acquisto di una moneta dà un'indicazione di quanto bene composito (un paniere di beni utilizzato per la misurazione del livello generale dei prezzi) si può acquistare con un'unità della moneta in oggetto. Quindi all'aumentare del livello generale dei prezzi, cioè in presenza di inflazione, il potere di acquisto del denaro diminuisce.

### Analisi dei Livelli Comparativi dei Prezzi nell'Unione Europea

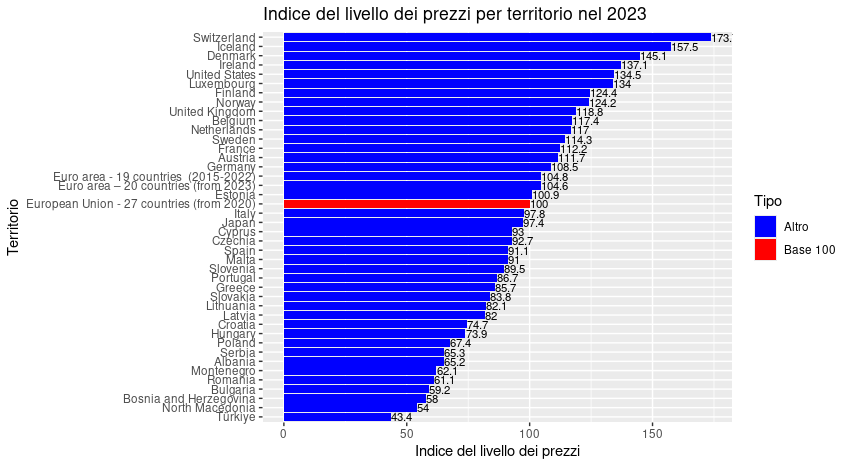
Fonte:[https://ec.europa.eu/eurostat/databrowser/view/tec00120/default/table?lang=en&category=t_prc.t_prc_ppp Eurostat

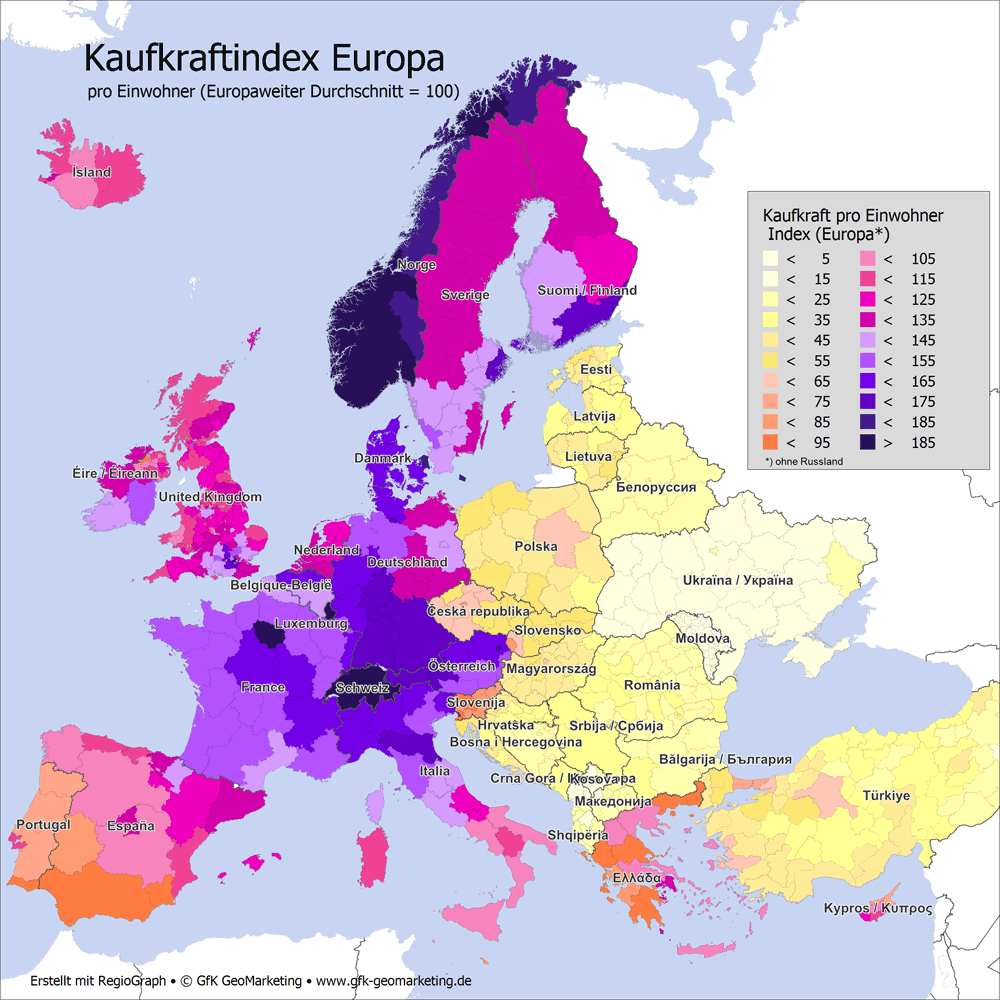
Potere d'acquisto procapite in Europa (2010) esclusa Russia

### Germania

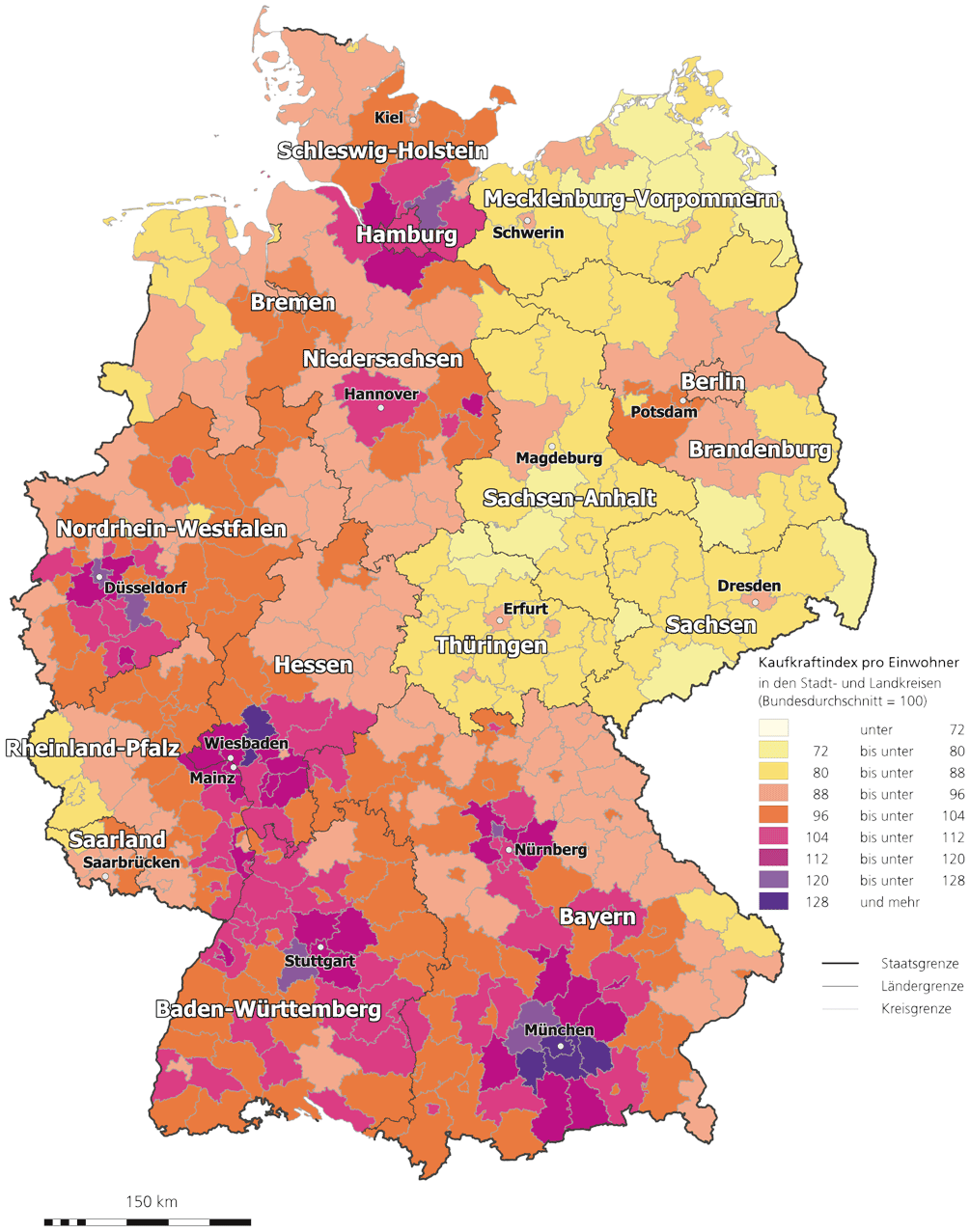
GfK Kaufkraftkarte® Germania 2011

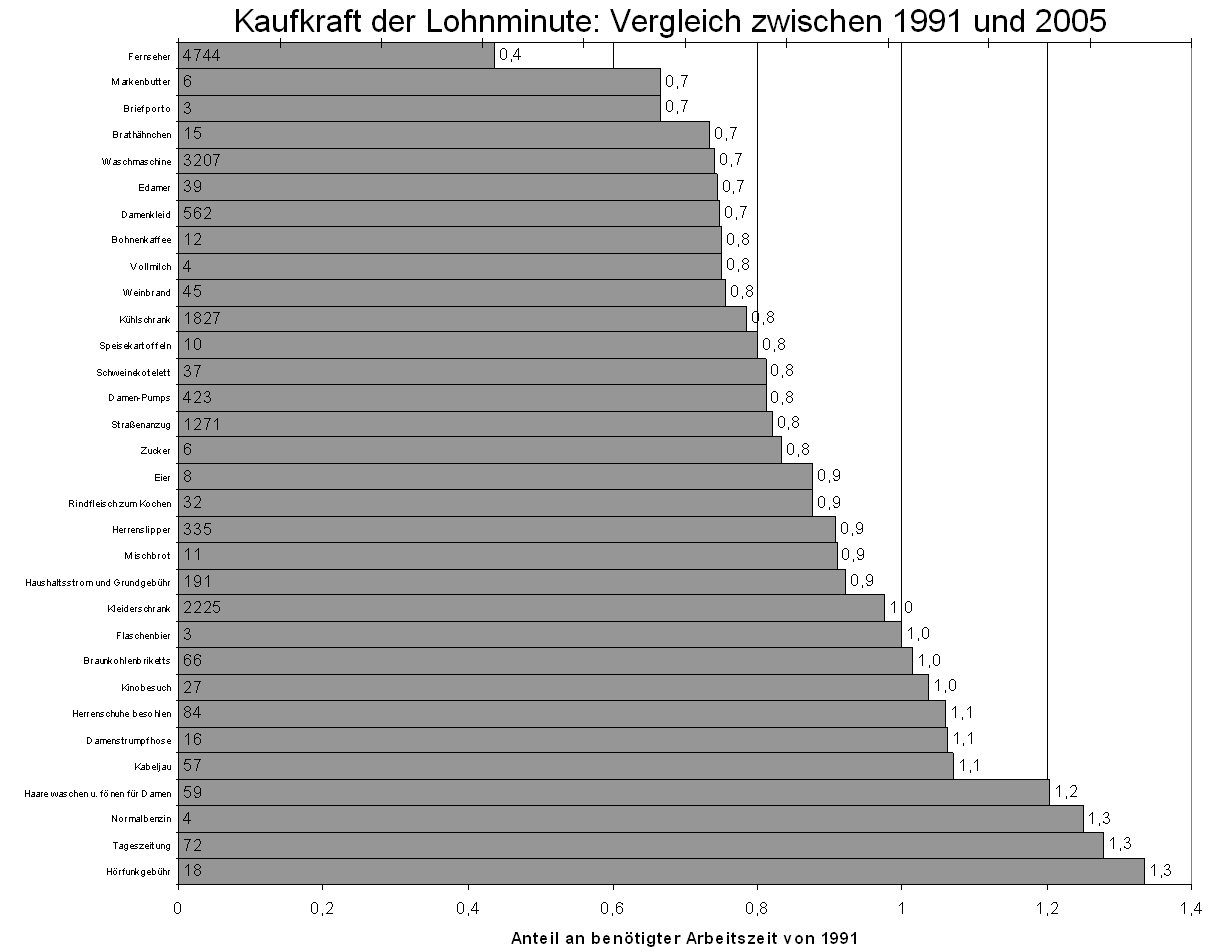
Indice di tenore di vita: Vendita al dettaglio Germania 1991-2005